# Трикутник смерті

Осінь 1919 року:
УНР
ЗСПР (білогвардійці)
Червона армія
Польська армія
РПАУ (махновці)

«Трикутник смерті» — історичний термін, яким характеризують ситуацію українських національних сил у 1919 році, коли Українська Народна Республіка опинилася в оточенні більшовицьких, білогвардійських та польських військ. Також іноді використовують назву «Чотирикутник смерти», у зв'язку з вороже налаштованим Румунським королівством (іноді також — «Прямокутник смерті»).

## Загальні дані
У вересні 1919 року генерал Денікін, який наступав на більшовиків, не припиняючи походу на Москву, розпочав війну проти армії УНР по всьому фронту. Денікінці вдерлися до Києва і витиснули зі столиці українське військо. Цією ситуацією скористалися більшовики, їхня 14-а армія, затиснута між українцями та денікінцями біля Одеси, прорвалася через Ольгопіль і Сквиру до Житомира.
Стан, що склався наприкінці 1919 року, значно послабив боєздатність української армії. Наближалася холодна зима, але взути й одягнути військо на фронті не було змоги. Серед козаків, згадує сучасник Н. Коваль-Степовий, можна було побачити багатьох з обмотаними ганчір'ям ногами або в черевиках, з яких визирали голі пальці. Майже повністю витратилися рушничні й гарматні набої. Украй бракувало ліків, а бойові частини війська були охоплені страшною епідемією епідемічного висипного тифу.
Оточена з усіх боків, не маючи достатньої стратегічної бази, зброї й амуніції, Українська армія мусила відступати перед численним ворогом — московськими Білою й Червоною арміями. З тилу загрожували поляки. Узимку 1919—1920 рр. від тифу вмерло 25 тисяч українських вояків.

## Позиція міжнародної спільноти
У Головного отамана жевріла надія на допомогу Антанти. Англійський журналіст Г. Арлсберг писав, що Петлюра просив Міжнародний Червоний Хрест «в ім'я людяності рятувати молодих українських людей». Але місія американського Червоного Хреста в Чернівцях і Бухаресті не поспішала, заявила, що «вони найперше мусять рятувати денікінців»[джерело?]. Становище погіршувалося, помалу стаючи катастрофічним.
Внутрішньополітичне й господарське становище «Третьої України» (Директорії) на межі 1919—1920 років було також важким. Боротьба з трьома ворогами, з яких кожен був сильнішим за Українську армію, виснажувала фізичні й економічні сили народу. Директорія фактично не мала стабільного уряду й постійної території, за винятком частини Волині (східної) й Поділля. Та й цю територію часто плюндрували ворожі збройні сили, які сунули на захід або відкочувалися назад, на схід, під тиском Української армії, через що руйнувалися міста й села, занепадала промисловість і сільське господарство. В Україні почався голод.

## Перемир'я (замирення) УГА з Денікіним
Станом на 1 листопада 1919 Добровольча армія займала фронт проти армії УНР по лінії Київ — Козятин — Старокостянтинів; Червона армія займала проти армії УНР фронт лінією Київ — Бердичів — Шепетівка.
На початку листопада через повальну епідемію тифу в рядах УГА залишалося біля 10 тисяч боєздатних стрільців. Головний лікар УГА Бурячинський звітував: «Наша армія вже не схожа на військо, це вже й не лікарня, але мандруючий склад трупів». На воєнній нараді обох штабів (УГА та ДА УНР) 4 листопада 1919 в Жмеринці генерал Сальський сказав: «Ми переможені ворогами, а вороги ті: тиф, голод, незабезпеченість армії, без якої ніяка армія не в силі боротися…».
У цей час командувач УГА генерал Мирон Тарнавський, в силу надзвичайно важких обставин, аби зберегти свою армію, пішов на порозуміння з Денікіним. Його місія 6 листопада підписала в Зятківцях (на Поділлі) з денікінським генералом Слащовим угоду, відповідно до якої, Галицька армія припиняла боротьбу проти денікінської Добровольчої армії.
Частини Дійової армії УНР, які залишилися без підтримки УГА, мусили відступити на Волинь, ближче до польського фронту.

## Інтернування
У другій половині листопада наддніпрянська армія УНР відійшла в район Старокостянтинова — Нової Чорториї — Любара й опинилася в безвихідному становищі: з півночі на неї наступала більшовицька Червона Армія, з півдня — Збройні Сили Півдня Росії (денікінці), із заходу — польська армія.
Під ударами цих сил Наддніпрянська Армія УНР стала фактично небоєздатною і розпалася.
Одна її частина на чолі з головним отаманом Петлюрою, та урядом Української Народної Республіки вирішили, обираючи менше зло, перейти в полон до Польщі.
26 листопада 1919 в Старокостянтинові відбулася військова нарада за участю головного отамана Петлюри, членів уряду, отаманів Юнакова, Тютюнника, Волоха, командування Січових Стрільців та інших. Зі звинуваченням влади та Головного Отамана у поразках виступив отаман Волох, який заявив, що єдиним порятунком є визнання радянської влади та перехід на бік Української РСР задля подальшої боротьби з денікінцями та поляками за незалежність і територіальну цілісність України.
2 грудня в Новій Чорториї на нараді Петлюри з членами уряду та представниками вищого командування армії УНР було вирішено перейти до партизанської форми боротьби. Тоді ж Стрілецька Рада ухвалила рішення про ліквідацію (роззброєння та саморозпуск) Корпусу Січових Стрільців; охочі продовжувати збройну боротьбу переходили до інших частин. 5 грудня в Новій Чорториї, у своєму останньому наказі по війську, Головний Отаман оголосив про призначення отамана Михайла Омеляновича-Павленка командувачем Дієвої армії, віднині — партизанської.
Лідери Директорії УНР (Макаренко, Швець та інші) емігрували за кордон. Уночі 5—6 грудня зі своїм штабом до Варшави виїхав і Симон Петлюра.
Частина війська (до 3500 бійців, так звана Дієва армія) на чолі з генералом Михайлом Омеляновичем-Павленком 6 грудня 1919 року подалася на південний схід, у запілля денікінців, галичан (що перейшли в листопаді 1919 на боці денікінців) та більшовиків. Розпочався Перший зимовий похід частин колишньої Армії УНР.
Гайдамацька бригада на чолі з отаманом Волохом та інші частини, що приєдналися до неї, піднявши червоні прапори, перехопили у Головного Отамана державну скарбницю та, прорвавши фронт денікінців і просуваючись із боями, в районі Умані перейшли на бік Червоної Армії.
Роззброєний Корпус Січових Стрільців, як і деякі інші українські частини, що залишалися в районі Нової Чорториї, поляки перевезли як інтернованих (полонених), до Луцька. Серед них були й командири Корпусу Січових Стрільців полковники Євген Коновалець та Андрій Мельник (начальник штабу корпусу).
У Луцькому таборі інтернованих (полонених) українських вояків, Євгена Коновольця призначили старшим. Йому і тут довелося докласти багато зусиль, енергії та дипломатичного хисту, щоб якось полегшити стан стрільців, серед яких також поширилася люта пошесть плямистого тифу. Урешті Коновалець домігся відокремлення тифозних стрільців — польські власті виділили для шпиталю приміщення Луцької тюрми біля замку, куди й було переселено всіх хворих. Але це мало допомогло. Від тифу в Луцьку померло багато старшин і стрільців. Тут тяжко перехворів і Андрій Мельник. Такі чи ще гірші обставини склалися у рівненському таборі, де теж була скупчена велика кількість старшин і козаків Наддніпрянської армії. У Рівному від тифу помер генерал Василь Тютюнник (похований на центральному цвинтарі міста).
У Луцьку зібралися майже всі члени Стрілецької Ради. Євген Коновалець та його прихильники й тепер не втрачали надії на визволення України, вони обмірковували можливості творення нового осередку регулярної Української армії. Про свій план повідомили колишнього Головного Отамана Симона Петлюру, який перебував тоді у Варшаві. Той дав згоду.

## Джерело
- «Краєвид», інформаційно-мистецьке видання, листопад-грудень 2001 року